# Bab Taza
Bab Taza (en àrab باب تازة, Bāb Tāza; en amazic ⴱⴰⴱ ⵜⴰⵣⴰ) és una comuna rural de la província de Xauen, a la regió de Tànger-Tetuan-Al Hoceima, al Marroc. Segons el cens de 2014 tenia una població total de 28.713 persones. Una atracció propera és la cova de Kef Toghobeit, una de les més profundes d'Àfrica.